# Naravni rezervat Strunjan
Naravni rezervat Strunjan je del Krajinskega parka Strunjan in obsega severno obrežje Strunjanskega polotoka s pripadajočim 200 metrskim pasom morja. Površina celotnega rezervata je 160 ha. Je izjemnega pomena z vidika varovanja naše naravne dediščine, poleg tega pa tudi za ohranjanje ekološke stabilnosti in biotske raznolikosti celotnega Tržaškega zaliva. 

## Naravni rezervat
Naravne je le še 20 odstotkov slovenske obale (okoli 4 cm na prebivalca), ostali del pa je pozidan. Od teh 8 km naravne obale, kamor štejemo tudi 200 m pas morja, je vsaj polovica zavarovanih. Imamo 4 zavarovana območja, ki neposredno varujejo tudi območja morja in 2 zavarovani območji le posredno povezani z morjem. Največji sklenjen del ohranjene narave je v dolžini 3,8 km zavarovan kot Naravni rezervat Strunjan (predstavlja 10 % celotne obale).

### Naravne znamenitosti
- najvišji flišni klifi na Jadranu, visoki 80 m, ki jih morje, veter in dež z lahkoto neprestano oblikujejo in spreminjajo.
- Mesečev zaliv, ki je pomemben zaradi podvodnih travnikov dveh cvetnic (morskih trav) in je nahajališče tudi do meter velikih školjk – leščurjev.

Strunjanski klif je največja znana obmorska flišna stena ob vsej jadranski obali. Ker je fliš mehka kamnina jo morje v spodnjem delu ves čas izpodjeda, vremenske razmere pa povzročajo razpadanje in erozijo v zgornjih plasteh. Posledica tega so zanimivi geološki in geomorfološki pojavi kot so spodmoli, mikrotektonski prelomi, nalomljeni skalni bloki ter poševne plasti peščenjaka, ki se iztekajo v morje in ponekod ustvarjajo pravi pravcati naravni tlak neposredno na meji med morjem in kopnim. Ob vznožju klifa se je med strmim pobočjem in morjem izoblikovala značilna prodna terasa, ponekod široka do 7 metrov, na rtičih pa ozka in prehodna le ob oseki.

### Opozorila in informacije
- Od rta Ronek do rta Strunjan je v poletnih mesecih prepovedano sidranje plovil ǃ
- Informativne table so postavljene ob vznožju klifa in ob poti nad klifom.

## Dostop
- s kopališča v Strunjanu ob vznožju klifa
- od cerkve Sv. Marije in Strunjanskega križa nad klifom
- iz Simonovega zaliva ob vznožju klifa

## Rastlinstvo in živalstvo
Na zgornjem robu klifa, v erozijskih grapah in drugje kjer nagib terena to dopušča je razvita značilna listopadna submediteranska združba črnega gabra (Ostrya carpinifolia) in trave Sesleria autumnalis, v kateri se gosto pojavljata tudi navadna žuka (tudi brnistra) (Spartium junceum) in navadna kanela (Arundo donax). Na pobočju rta Ronek, kjer se navkljub severni legi ter pretežno flišni podlagi pojavljajo tudi značilne sredozemske rastline: navadna mirta (Myrtus communis) in navadna jagodičnica (Arbutus unedo) za katero je rt Ronek edino avtohtono rastišče v Sloveniji.
- Navadna žuka Spartium junceum
- Navadna kanela
- Navadna mirta Myrtus communis
- Navadna jagodičnica Arbutus unedo

Morsko dno je sprva trdno, zatem pa muljasto in peščeno. Skladno s tem sta razporejeni tudi obe osnovni vegetacijski formaciji - algalna zarast na trdnem in travnik na muljastem dnu. V pasu bibavice je na celotnem območju jasno izražen pas jadranskega bračiča (Fucus virsoides). Na muljastem in peščenem dnu zaliva sv. Križa je razvit obsežen podvodni travnik. Tvorita ga cvetnici Cimodocea nodosa in Zostera noltii, v njem pa kraljujejo tudi posamezni leščurji (Pinna nobilis) in pahljačasti cevkar (Spirgraphis spallanzanii).  Med številnimi živalskimi vrstami, ki naseljujejo morski del naravnega rezervata je veliko takih, ki so zaradi različnih vzrokov opredeljene kot ogrožene. Med bolj znanimi so ob leščurju vsekakor korala vrste Cladocora caespitosa, morski datelj (Lithophaga lithophaga) ter rakovici iz rodu Maia.